# Agnieszka Pusz
Agnieszka Józefa Pusz – polska inżynier, doktor habilitowana nauk technicznych. Specjalizuje się w ochronie środowiska w planowaniu i zarządzaniu oraz inżynierii środowiska. Adiunkt na Wydziale Instalacji Budowlanych, Hydrotechniki i Inżynierii Środowiska Politechniki Warszawskiej.

## Życiorys
Doktoryzowała się w 2005 na podstawie pracy pt. Wykorzystanie węgla brunatnego do ograniczenia fitotoksyczności gleb zanieczyszczonych metalami ciężkimi (promotorem pracy była prof. Alina Maciejewska). Habilitowała się w 2014 na podstawie oceny dorobku naukowego i rozprawy Ocena skuteczności metod remediacji gleb zanieczyszczonych metalami dla potrzeb rekultywacji zdegradowanych terenów przemysłowych. Pracuje jako adiunkt w Katedrze Ochrony i Kształtowania Środowiska Wydziału Instalacji Budowlanych, Hydrotechniki i Inżynierii Środowiska Politechniki Warszawskiej. Prowadzi zajęcia m.in. z oczyszczania gleb i gruntów, gleboznawstwa, technik diagnozowania stanu gleb i gruntów.
Jest członkiem komitetu technicznego nr 191 Polskiego Komitetu Normalizacyjnego ds. chemii gleby (od 2008). Artykuły publikowała m.in. w takich czasopismach jak: "Ochrona Środowiska i Zasobów Naturalnych".